# Echinostelium
Echinostelium is een geslacht van slijmzwammen en het enige geslacht in de monotypische familie Echinostelidae. Het werd ontdekt door Heinrich Anton de Bary in 1855, in de buurt van Frankfurt am Main. Sommige soorten Echinostelium hebben een seksuele levenscyclus; van anderen is aangetoond dat ze aseksueel zijn. Het plasmodium kan zich vegetatief delen, in een proces dat plasmmotomie wordt genoemd, om het te onderscheiden van echte celdeling.

## Kenmerken
De gesteelde sporangia zijn, met uitzondering van Echitostelium cribrarioides, niet groter dan 50 micrometer, wit, geel, roze of lichtbruin met een bleke kleurloze steel. Een columella is meestal wel aanwezig, maar dan heel kort.
Het peridium lost geleidelijk op, maar er blijft regelmatig een min of meer duidelijk gedefinieerde kraag rond de steel achter. Een capillitium kan afwezig zijn, indien aanwezig, komt het voort uit de punt van de columella en kan worden uitgedrukt als een enkele, slechts zwak vertakte draad tot aan een netwerk.

## Soorten
Volgens Index Fungorum telt het geslacht 15 soorten (peildatum juli 2023):
| Soortnaam                   | Auteur(s)                  | Publicatiejaar |
| --------------------------- | -------------------------- | -------------- |
| Echinostelium apitectum     | K.D. Whitney               | 1980           |
| Echinostelium arboreum      | H.W. Keller & T.E. Brooks  | 1977           |
| Echinostelium brooksii      | K.D. Whitney               | 1980           |
| Echinostelium coelocephalum | T.E. Brooks & H.W. Keller  | 1977           |
| Echinostelium colliculosum  | K.D. Whitney & H.W. Keller | 1980           |
| Echinostelium corynophorum  | K.D. Whitney               | 1980           |
| Echinostelium cribrarioides | Alexop.                    | 1961           |
| Echinostelium elachiston    | Alexop.                    | 1958           |
| Echinostelium fragile       | Nann.-Bremek.              | 1961           |
| Echinostelium ladoi         | Pando                      | 1997           |
| Echinostelium lunatum       | L.S. Olive & Stoian.       | 1971           |
| Echinostelium microsporum   | A. Vlasenko                | 2019           |
| Echinostelium minutum       | de Bary                    | 1875           |
| Echinostelium novozhilovii  | A. Vlasenko                | 2018           |
| Echinostelium paucifilum    | K.D. Whitney               | 1980           |